# Llista d'escriptors menorquins en català del segle XVIII
La llista d'escriptors menorquins en català del segle XVIII és important perquè l'illa de Menorca, situada fora de la dominació espanyola durant la major part del segle xviii, va rebre l'influx dels corrents culturals europeus i, arran d'això, va donar un conjunt important d'escriptors en llengua catalana, fins al punt que alguns d'ells són considerats els millors escriptors locals en aquesta llengua des de l'edat mitjana.

## La llista
- Antoni Portella i Anrich
- Joan Ramis i Ramis (1746-1819)
- Joan Roca i Vinent (1747-1826)
- Pere Ramis i Ramis (1748-1816)
- Gaspar Pons i Cardona (1748-1826)
- Joan Soler i Sans (1754-1809)
- Pere Creus i Ximenes (1756-?)
- Antoni Febrer i Cardona (1761-1841)
- Josep Sanxo i Sanxo (1776-1847)
- Joaquim Pons i Cardona
- Constantí Salord
- Vicent Caules
- Ernst Theophile Koep (anglès?)
- David Cause (Francès)
- Vicenç Albertí i Vidal (1786-1859)